# Tả Hữu Đô đốc
Tả Hữu Đô đốc (chữ Hán: 左右都督) là hai vị Đô đốc đồng chỉ huy một phủ đô đốc trong chiến lược Ngũ quân Đô đốc phủ.  Thời Minh Trung Quốc, Tả Hữu Đô đốc trật Chánh nhất phẩm.  Thời Lê Thánh Tông, Tả Hữu Đô đốc trật Tòng nhất phẩm.
Thời Nguyễn, chức Tả Hữu Đô đốc được xóa bỏ khi chúa Nguyễn Ánh lập phiên chế Ngũ quân Đô thống, chia quân đội theo 5 đạo quân, gồm trung quân, tả quân, hữu quân, tiền quân, và hậu quân với chúa là vị Đại Nguyên Soái, thống lĩnh toàn bộ quân binh. Trong phiên chế mới này, mỗi phủ Đô thống không còn do 2 vị Tả Hữu Đô đốc chỉ huy mà do 1 vị võ quan Đô thống đứng đầu.